# Chitagá
Chitagá là một khu tự quản thuộc tỉnh Norte de Santander, Colombia. Thủ phủ của khu tự quản Chitagá đóng tại Chitagá Khu tự quản Chitagá có diện tích 1172 ki lô mét vuông. Đến thời điểm ngày 28 tháng 5 năm 2005, khu tự quản Chitagá có dân số 9488 người.